# 团林镇 (辉南县)
团林镇，是中华人民共和国吉林省通化市辉南县下辖的一个乡镇级行政单位。

## 行政区划
团林镇下辖以下地区：
团林村、永康村、兴安村、东胜村、小城子村、西宁村、育民村、保民村、纪家村、永新村和合作村。